# FNP-45
Le FNP-45 est un pistolet belge, fabriqué et conçu par la FN Herstal en 2006.

## Fabrication
Il est fabriqué en polymère, doté de 14 coups, avec un canon de 11,4mm

## Calibres
Il existe sous 3 calibres : 9 para, .40 S&W et .45 ACP

## Autorisation
Il nécessite en Belgique une autorisation de détention modèle 4. La demande est à introduire auprès du gouverneur de province.

## Culture populaire
- Le FNP-45 est l'arme de poing des soldats de l'Armée Populaire de Corée dans le jeu vidéo Homefront: The Revolution.